# Parafia Matki Bożej Różańcowej w Dusznikach-Zdroju
Parafia Matki Bożej Różańcowej – parafia polskokatolicka w Dusznikach-Zdroju, położona w dekanacie dolnośląskim diecezji wrocławskiej Kościoła Polskokatolickiego w RP. Proboszczem parafii jest ks. mgr Bogdan Skowroński. Msze Święte w niedzielę i święta o godz.11.00, w dni powszednie według ogłoszeń Księdza proboszcza. 
Parafię polskokatolicką w Dusznikach-Zdroju erygował bp Maksymilian Rode w dniu 14 czerwca 1962. Proboszczem został mianowany ks. Wojciech Bazarnik, który zajął się wstępnym remontem świątyni. Kolejni księża kontynuowali te prace, nie zaniedbując jednak duszpasterstwa. Wśród nich na szczególną uwagę zasługuje ks. mgr Marian Kosiński, który organizował przy parafii spotkania młodzieżowe i społeczne, np. Ogólnopolskie Stowarzyszenie Poetów. Kłopoty związane z organizacją mieszkania dla proboszcza, a także malejąca liczba wiernych spowodowały, że przez długi czas parafia pozostawała pod opieką duchowieństwa z katedry św. Marii Magdaleny we Wrocławiu. Od 2012 posiada stałego duszpasterza.

## Galeria

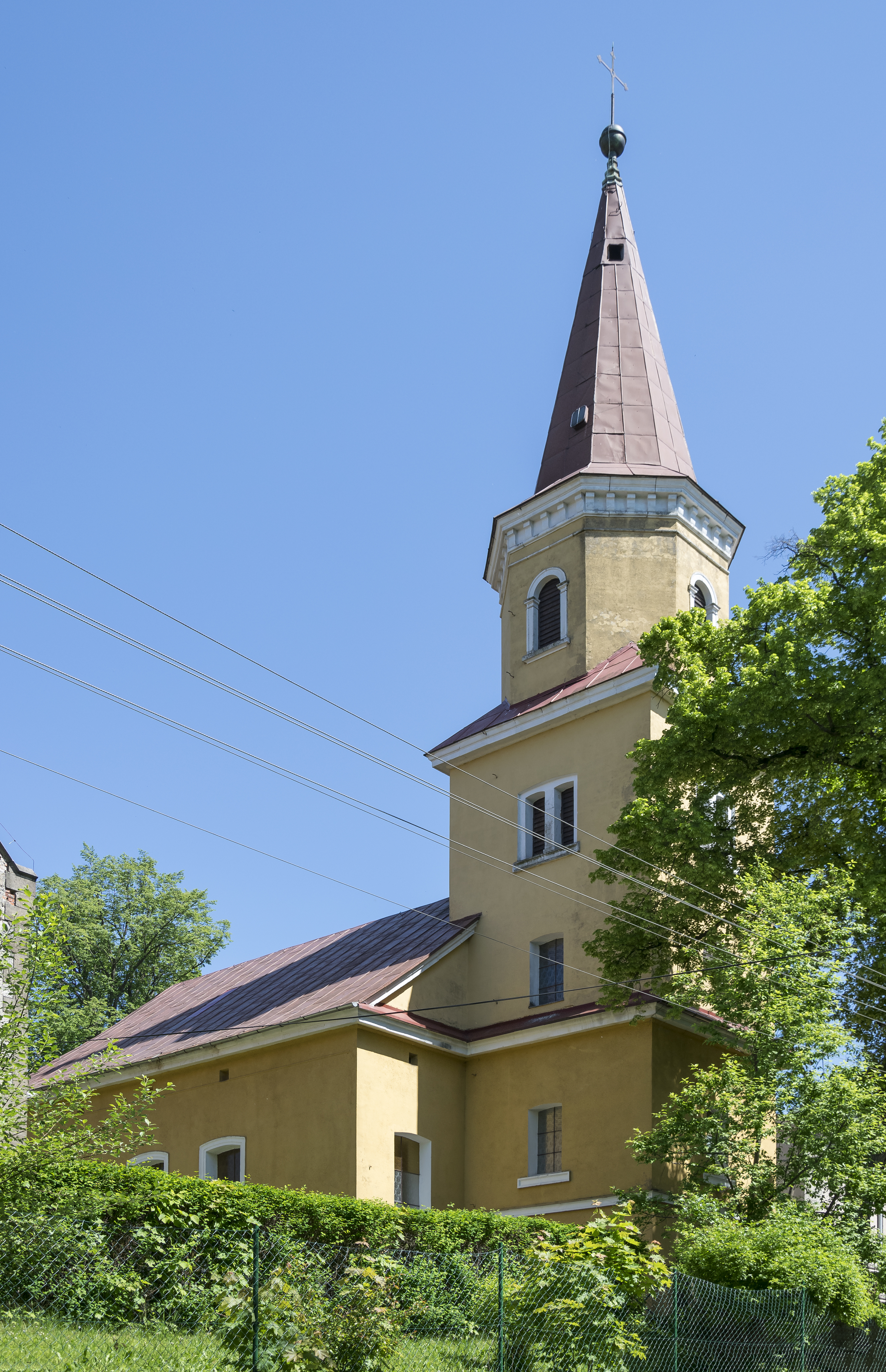
Duszniki-Zdrój, kościół polskokatolicki.
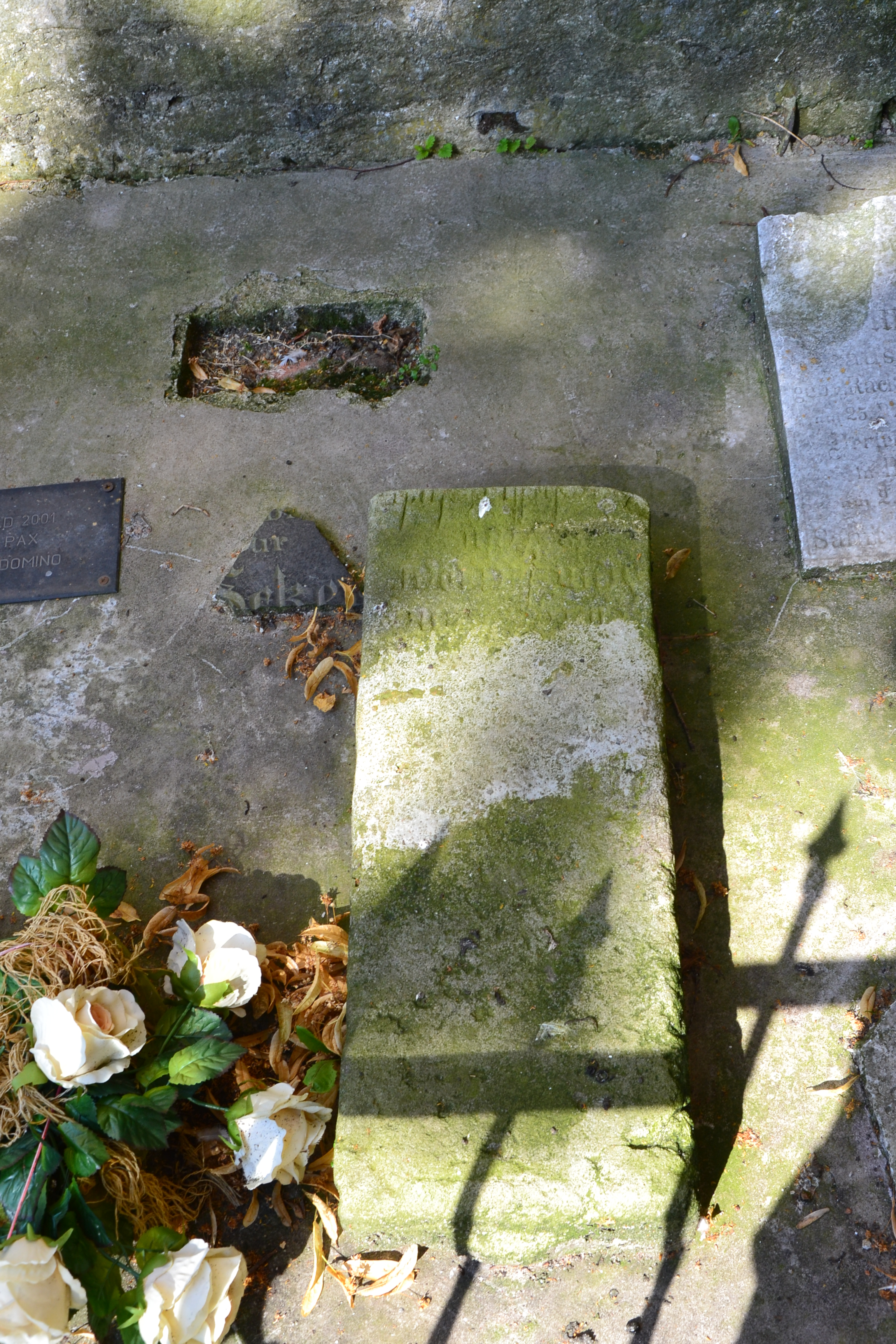
Lapidarium przykościelne.
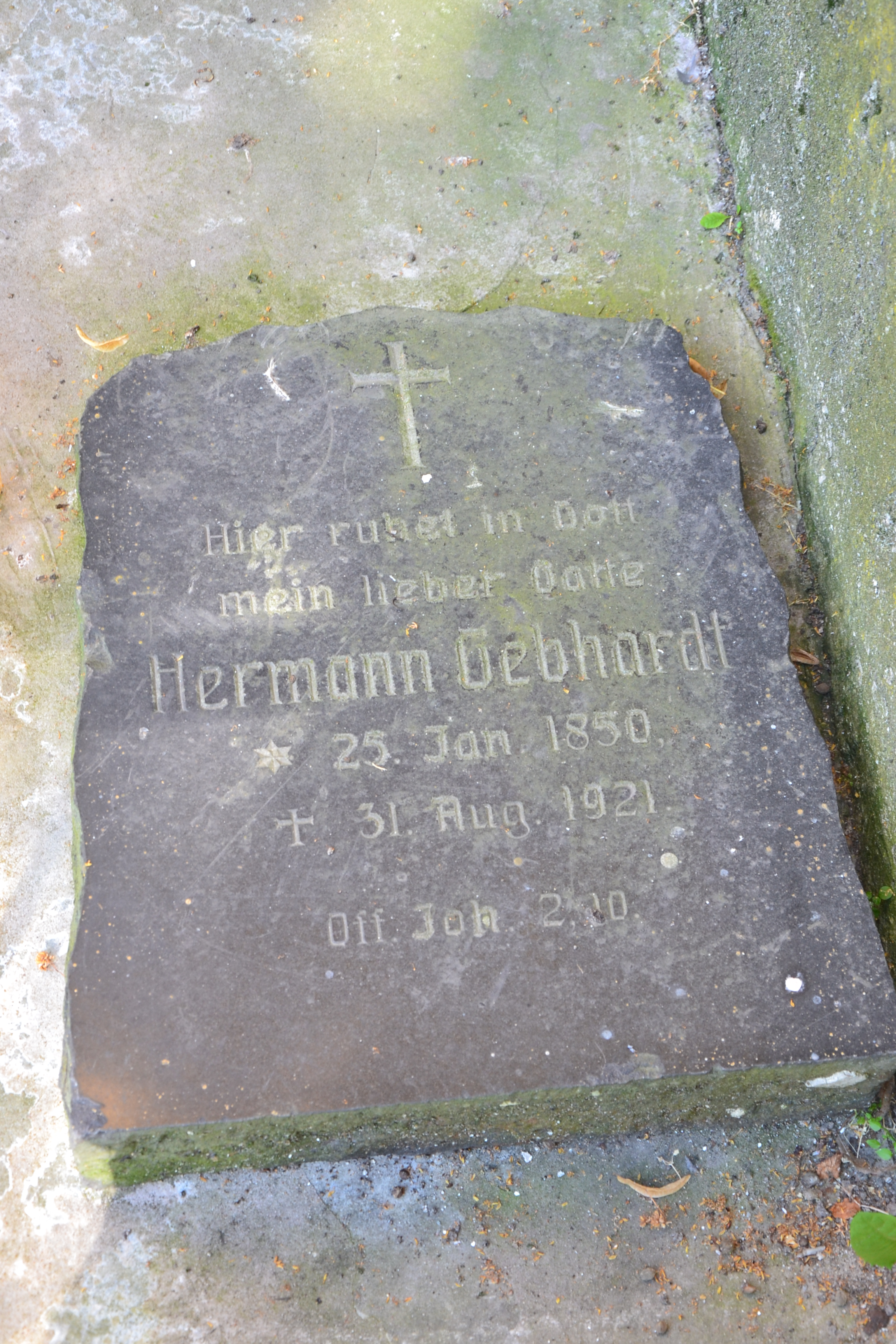
Nagrobek Hermanna Gebhardta wmurowany w lapidarium przykościelne.
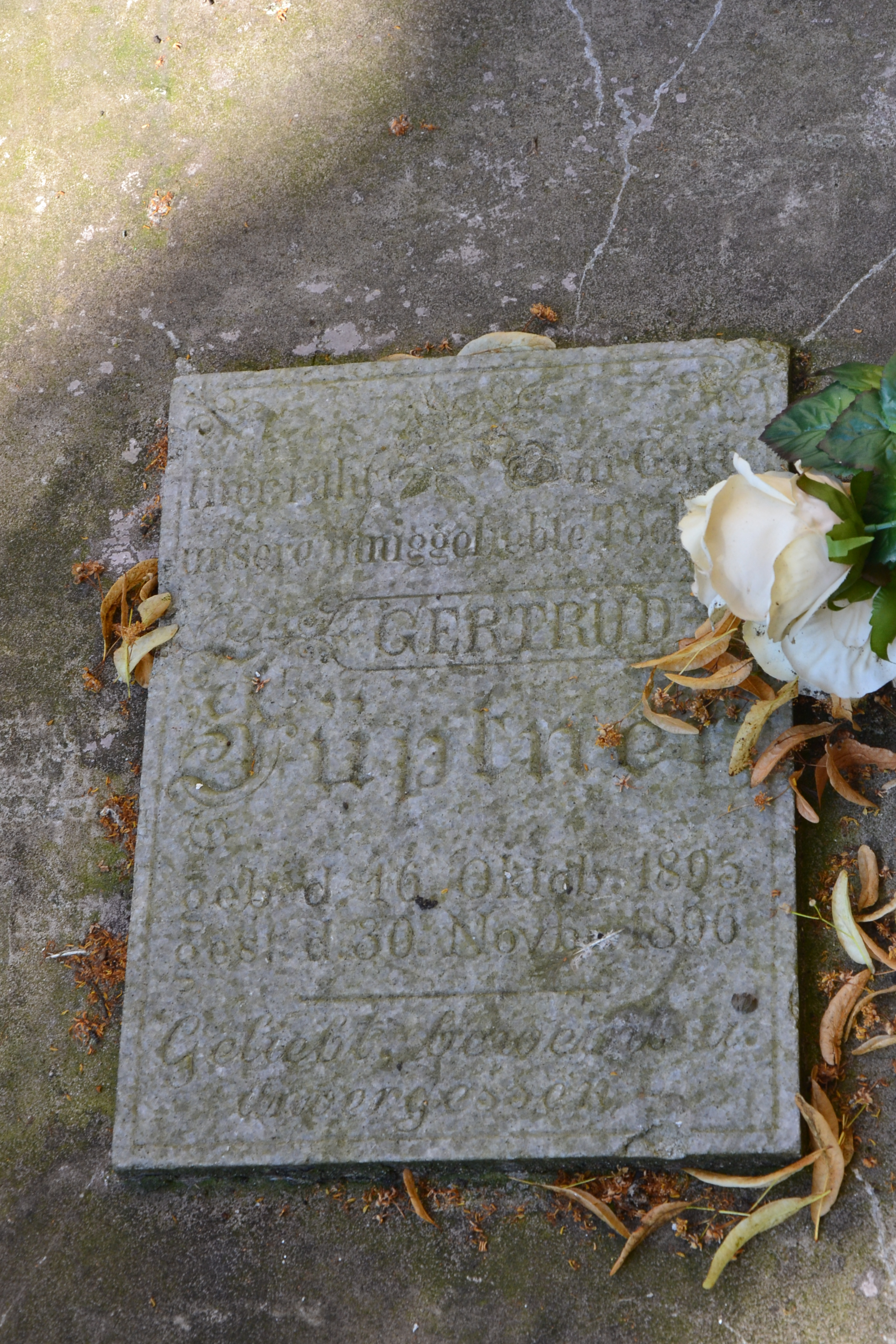
Nagrobek Gertrud Kuepfner wmurowany w lapidarium przykościelne.